# Albizia inundata
Albizia inundata är en ärtväxtart som först beskrevs av Carl Friedrich Philipp von Martius, och fick sitt nu gällande namn av Rupert Charles Barneby och James Walter Grimes. Albizia inundata ingår i släktet Albizia och familjen ärtväxter. Inga underarter finns listade i Catalogue of Life.